# Suosan
Suosan ist ein künstlich hergestellter Süßstoff. Chemisch gesehen ist es das Natriumsalz der β-4-Nitroanilidaspartamsäure, ein Harnstoffderivat.
Suosan ist ca. 700 mal süßer als Saccharose. In sauren Lösungen soll Suosan geschmacklich besser als Saccharin sein. Aufgrund der gelblichen Farbe gehört Suosan wie Douxan zu den farbstoffähnlichen Süßstoffen.

## Geschichte
Suosan wurde 1948 von S. Petersen und E. Müller entdeckt. Seitdem wurde es vielfältig untersucht, aber praktisch nie eingesetzt, da bei seiner Zersetzung das giftige 4-Nitroanilin freigesetzt wird.